# Alexis Vanegas
Alexis Vanegas (Ciudad de México, México; 11 de febrero de 1985) es una actor de televisión y series mexicano. Ha participado para varias producciones en Estados Unidos principalmente de Telemundo y también ha actuado en series y películas estadounidenses desde 2010.

## Filmografía

#### Telenovelas
| Año  | Título                | Personaje                      |
| ---- | --------------------- | ------------------------------ |
| 2018 | Mi familia perfecta   | El Caníbal                     |
| 2018 | Al otro lado del muro | Santiago Suárez                |
| 2017 | Mariposa de barrio    | Adán Terriquez                 |
| 2017 | La fan                | Hijo de director de televisión |
| 2016 | Silvana sin lana      | Estudiante                     |
| 2016 | Eva, la trailera      | Mesero                         |

### Cine
| Año  | Película       | Personaje |
| ---- | -------------- | --------- |
| 2015 | Somewhere Else | Aleko     |